# Liste de peintres et sculpteurs québécois
Le Québec est une province très active dans les arts au Canada, comme le témoigne ses nombreux peintres et sculpteurs.
- Haut – A
- B
- C
- D
- E
- F
- G
- H
- I
- J
- K
- L
- M
- N
- O
- P
- Q
- R
- S
- T
- U
- V
- W
- X
- Y
- Z

## A
- Jeanne-Charlotte Allamand
- Edmund Alleyn
- Madeleine Arbour
- Napoléon Aubin
- Simone Aubry Beaulieu
- Léo Ayotte

## B
- François Baillairgé
- Pierre-Florent Baillairgé
- Carole Baillargeon
- Marcel Barbeau
- Jacques Baril
- Marcel Baril
- Raoul Barré
- Hugh-John Barrett
- Henri Beau
- Delphis-Adolphe Beaulieu
- René Beauvais
- Hélène Beck
- Octave Bélanger
- Paul Béliveau
- Léon Bellefleur
- Louis Belzile
- Jean Benoît
- William Berczy
- William Bent Berczy
- Germain Bergeron (1933-2017)
- François-Xavier Berlinguet
- André Biéler
- Adèle Blais (1976-)
- Louis Boekhout
- Caroline Boileau
- Gilles Boisvert
- Blanche Bolduc
- Yvonne Bolduc
- Jordi Bonet
- Gabriel Bonmati (1928-2005)
- Paul-Émile Borduas (1905-1960)
- Elmyna Bouchard
- Guy Boulizon
- Napoléon Bourassa
- André Bourgault
- Jean-Julien Bourgault
- Médard Bourgault
- Luc Boyer
- Dan Brault
- Kittie Bruneau
- Umberto Bruni
- Serge Brunoni

## C
- Ghitta Caiserman-Roth
- Esther Calixte-Béa
- Roger Cantin
- Janine Carreau
- Charles Carson
- Jean Cartier (1924-1996)
- Melvin Charney
- François Charron
- Rémi Clark (1944-)
- Ulysse Comtois
- Emily Coonan
- Corno
- Stanley Cosgrove
- Bruno Côté
- Jean-Baptiste Côté
- COZIC
- Maurice Cullen
- Léonce Cuvelier (1874-1959)

## D
- Jean Dallaire
- Jean-Philippe Dallaire
- Charles Daudelin
- Gérard Dansereau
- Stéphane Delaprée
- Simone Dénéchaud
- Georges Delfosse
- Littorio Del Signore (1938-)
- René Derouin
- François Desharnais
- François Déziel
- Maurice Domingue
- Diane Dufresne
- Rodolphe Duguay
- Antoine Dumas (1932-2020)
- Louis Dulongpré
- Yannick Dusseault
- Daniel Dutil
- Edmond Dyonnet

## F
- Antoine-Sébastien Falardeau
- Henriette Fauteux-Massé
- Marcelle Ferron (1945-1984)
- Peter Flinsch (1920-2010)
- Marc-Aurèle Fortin (1888-1970)
- Joseph-Charles Franchère
- Karine Fréchette

## G
- Louise Landry Gadbois
- Charles Gagnon
- Clarence Gagnon
- Daniel Gagnon
- Hector de Saint-Denys Garneau
- Jocelyn Gasse
- Jean-Marc Gaudreault
- Pierre Gauvreau
- Roland Giguère
- Charles Gill
- Jean-Pierre Girerd
- Joseph Giunta (1911-2001)
- Joseph Guardo
- Arthur Guindon

## H
- Eugène Hamel
- Théophile Hamel
- Maurice Harvey
- Monique Harvey
- Adrien Hébert
- Louis-Philippe Hébert
- Herman Heimlich
- Prudence Heward
- Randolph Hewton
- Edwin Holgate
- Normand Hudon
- Simone Hudon-Beaulac
- Charles Huot
- Jacques Hurtubise

## I
- Francesco Iacurto
- Interaction Qui

## J
- Louis Jaque
- A. Y. Jackson
- Frère Jérôme (1902-1994)
- Otto Joachim
- Louis Jobin
- Henry Wanton Jones (1926-}
- Léonel Jules
- Henri Julien

## K
- Eugène Klimoff
- Sergio Kokis
- Cornelius Krieghoff

## L
- Marie Laberge (1929-2017)
- Alain Lacaze (1939-)
- Jean-Paul Ladouceur
- Alfred Laliberté (1878-1953)
- Madeleine Laliberté
- Ulric Lamarche
- Claude Langevin (1942-)
- Roger Langevin (1940-)
- Michel Lapensée (1947-)
- Jean-Paul Lapointe (1935-2007)
- André L'Archevêque
- Ludger Larose
- Raymond Lasnier
- Marie-Line Leblanc (1983-)
- Pierre Leblanc
- Gisèle Leclerc
- Raynald Leclerc (1961-)
- Tex Lecor (Paul dit)
- Fernand Leduc (1916-2014)
- Ozias Leduc (1864-1955)
- Agnès Lefort
- Jean-Paul Légaré (1923-2009)
- Joseph Légaré
- René Lemay (1934-2015)
- Jean Paul Lemieux (1904-1990)
- Edmond LeMoine
- Serge Lemoyne
- Alphonse Lespérance
- Rita Letendre
- Philippe Liébert
- Frank Lipari
- Arthur Lismer
- Mabel Lockerby

## M
- François Malepart de Beaucourt
- Jovette Marchessault
- Paryse Martin
- Edmond-Joseph Massicotte
- Jean McEwen
- François-Édouard Meloche
- Mario Merola (1931-)
- Gabrielle Messier
- Guido Molinari (1933-2004)
- Jean-Pierre Morin
- Joëlle Morosoli
- James Wilson Morrice
- Jean-Paul Mousseau (1927-1991)
- Louis Muhlstock

## N
- Nadia Nadege
- Lilias Torrance Newton
- Guido Nincheri
- Anna Noeh (1926-2016)
- Yves-Joseph Nolet (1948-)
- François Normand

## P
- Jean Palardy
- Claude Paquette
- Mimi Parent
- Françoise Pascals
- Alfred Pellan
- Guy Pellerin
- Jean-Pierre Perreault
- Gordon Edward Pfeiffer
- Claude Picher
- Guy Pierre
- Antoine Plamondon (1804-1895)
- Narcisse Poirier
- Gilbert Poissant
- Lewis Pagé
- Jobson Paradis

## R
- Monique Régimbald-Zeiber
- Rober Racine
- Toussaint-Xénophon Renaud
- Rodolphe de Repentigny
- Adolphe Rho
- René Richard
- Louise Robert
- Goodridge Roberts (1904-1974)
- Sarah Robertson
- Jean-Paul Riopelle (1923-2002)
- Danièle Rochon
- Jean-Daniel Rohrer
- Albert Rousseau (1908-1982)
- Joseph Thomas Rousseau (1852-1896)
- Mariette Rousseau-Vermette (1926-2006)
- Jean-Baptiste Roy-Audy
- Sophie Royer (1974-)

## S
- Henry Saxe
- Joseph Saint-Charles
- Georges Saint-Pierre
- Anne Douglas Savage
- Adam Sherriff Scott (1887-1980)
- Ethel Seath
- Jean-Pierre Séguin
- Regina Seiden
- Irène Senécal
- Francine Simonin
- Stelio Sole
- Jean-Jules Soucy
- Françoise Sullivan (1923-)
- Marc-Aurèle de Foy Suzor-Coté

## T
- Eugène-Étienne Taché
- Luc Tanguay
- Miyuki Tanobe
- Armand Tatossian
- Claude Théberge
- Lilias Torrance Newton
- Laurent Torregrossa, dit LO (1964-)
- Jacek Tomczak
- Jacques de Tonnancour
- Fernand Toupin
- Claude Tousignant
- Louis Tremblay (1949-)
- Yvonne Tremblay-Gagnon
- Léo-Paul Tremblé
- André Turpin (1937-2017)
- Stéfanie Thompson (1985-)

## V
- Armand Vaillancourt
- Andrée Vézina
- Louise Viger
- Arthur Villeneuve
- Julie D Vaillancourt
- Zacharie Vincent

## W
- Horatio Walker
- Irene Whittome